# フジ (チェーンストア)
株式会社フジ（英: FUJI CO.,LTD.）は、広島県広島市南区に本社（登記上の本店は愛媛県松山市）を置き、中国・四国地方および兵庫県に店舗を展開するイオングループのスーパーマーケット・ショッピングセンター運営会社。
本稿では、2022年3月1日から2024年2月29日まで事業会社として存在した株式会社フジ・リテイリング（英: FUJI RETAILING CO.,LTD.）についても述べる。

## 概要
2024年（令和6年）11月現在、後述する複数の店舗ブランド名で489店舗（兵庫県94店舗、岡山県62店舗、広島県60店舗、山口県48店舗、島根県4店舗、鳥取県4店舗、香川県73店舗、徳島県36店舗、愛媛県84店舗、高知県24店舗）を展開する。本社所在地は広島段原ショッピングセンター5階（広島イースト商業棟）、本店所在地は基幹店舗の一つであるフジグラン松山と同一で、本部ビルはフジグラン松山と伊予鉄道大手町線を挟んだ反対側にある。
神奈川県、東京都のスーパーマーケットチェーン「フジ」は富士シティオによる運営であり、両者の間に資本関係等は全くない。

## 沿革
1967年（昭和42年）9月12日、広島市に本拠を置く、繊維卸売業の十和（後のアスティ、法人格はヨンドシーホールディングス〈4℃HD〉）の小売り部門として、全額出資で愛媛県松山市湊町に設立、同年10月6日にフジ1号店、宇和島店の開店。広島市の会社が、あえて愛媛県に出店した理由は、親会社の十和が広島を中心にして中国地方に約2,000店の取引先があり、中国地方で小売業を行った場合に不安と不信を与える可能性があったこと、また、十和の商圏外で比較的輸送に有利な場所として、あえて愛媛県への出店になった。
フジの中国地方への本格進出は1980年代以降で、その方針は1978年（昭和53年）に決定したが、大手スーパーの進出で経営不振になっていた福山のスーパー『くらや』の支援として、フジ・十和・くらや共同出資で『ニューくらや』を設立し運営するなど、親会社の問屋と小売業に進出しようとする微妙な立場での中国地方での営業も行っている。
2018年（平成30年）10月12日に、イオン株式会社と資本・業務提携を締結。その後、2019年（平成31年）1月16日にイオン株式会社が株主からの譲受により当社株式の一部を取得した後、同年2月28日には株式会社アスティが保有する当社株式の一部がイオン株式会社へ譲渡。同年（令和元年）5月23日にはフジがイオングループのマックスバリュ西日本株式会社の株式の一部をイオンからの買付けにより取得した。フジがイオングループ入りしたことで、先にイオングループ入りしていたライバルのマルナカ（2021年(令和3年)3月に山陽マルナカと共にマックスバリュ西日本へ合併）と合わせ四国でのイオングループの小売りシェアは他を大きく引き離してトップとなった。
2018年（平成30年）11月には当社が筆頭株主として保有していた4℃HDの株式全てを同社へ譲渡したことにより、長年株式会社アスティとの間にあった事実上の株式持ち合いの関係が無くなり、さらには、2019年（平成31年）2月28日の株式譲渡により株式会社アスティに替わってイオン株式会社が当社の筆頭株主となった。2022年（令和4年）3月1日に株式交換によりマックスバリュ西日本株式会社を完全子会社化して経営統合すると同時に、総合小売事業を吸収分割により株式会社フジ・リテイリング（株式会社フジ分割準備会社から同日付で商号変更）へ承継、持株会社へ移行した。この株式交換によりイオンの出資比率が過半数を超えたため、フジはイオンの子会社となった。
2024年（令和6年）3月1日にマックスバリュ西日本とフジ・リテイリングを吸収合併し、本社を広島県広島市南区へと移転。事業会社に復帰し、マックスバリュ西日本が運営していた店舗を承継した。また、新本社についてもマックスバリュ西日本が2011年10月11日から使用していた本社社屋を受け継ぐ形となる。広島市は上記の通り創業時の親会社であった十和の本拠地であり、フジが運営を引き継いだイオングループのフードディスカウント業態「ザ・ビッグ」を開発したみどり（マックスバリュ西日本の前身の一社）の本拠地でもある。

### 年表
フジ
- 1967年9月12日 - 愛媛県松山市湊町に、繊維卸売業の十和（現・ヨンドシーホールディングス）の全額出資により設立（資本金20万円）。翌月、宇和島市に第1号店（フジ宇和島店）を開設。
- 1968年3月 - 2号店に湊町店を開設。松山に進出1号となった[12]。
- 1973年 - 愛光学園の旧施設の一部を譲り受け、本部を愛媛県松山市宮西に移転。隣接地に初の大型店となる「フジショッピングスクエア駅前店」（1987年にフジショッピングスクエア松山店と改称、後のフジグラン松山）を出店。
- 1974年 - 大東青果株式会社（現:フジ・アグリフーズ）を設立。
- 1976年 - イメージソング「ハッピーショッピング」（作詞：伊藤アキラ、作曲：馬飼野康二、歌：山本潤子、林田典）が設定される。
- 1978年
  - 中国地方への本格進出の方針を決定
  - 3月 - 株式会社フジ（旧商号 山陽興業株式会社、1950年4月21日設立）と、株式額面金額変更のため合併。
- 1980年 - 株式会社セトスイ・フードサービスを設立。
- 1981年 - 愛媛県外第一号店として広島市安佐北区に出店（フジショッピングスクエア高陽店=現：フジグラン高陽）。
- 1982年
  - 3月 - コーポレートアイデンティティ（CI）の導入によりロゴマーク変更。
  - 10月 - 株式会社リブライトを設立。
- 1983年 - 自社カードを発行し、クレジット契約販売開始。
- 1984年
  - 4月 - 株式会社オートラマエヒメ（フォードフジ）を設立。
  - 10月 - 株式会社フジ・トラベル・サービスを設立。
  - 11月 - 高知県内第1号店となる、「フジ中村店」をオープン[13]
- 1985年 - 株式会社メディコ・二十一を設立し、薬局・化粧品部門を分離独立。
- 1987年
  - 4月 - 山口県内第1号店となる「フジショッピングスクエア岩国店」（後のフジグラン岩国）をオープン[13]
  - 10月 - 広島証券取引所上場、十和の完全子会社から離脱し十和の持分法適用関連会社に。
- 1988年 - 大阪証券取引所二部上場。
- 1989年 - フジショッピングスクエア松山店を建て替え最初のフジグラン店舗となる「フジグラン松山」と改称。同時にロゴマークを変更。
- 1993年 - 株式会社オリックスレンタカー四国を設立。
- 1995年 - 株式会社西南企画を設立。高知県宿毛市で「パルティフジ宿毛」を開店、複合型店舗の展開を開始する。
- 1997年 - 東京証券取引所一部および大阪証券取引所一部上場。
- 1998年
  - 7月 - 株式会社フジファミリーフーズを設立し、外食事業部門を分離独立。
  - 11月 - 株式会社フジセキュリティを設立。
- 1999年 7月 - 香川県内第1号店となる、「フジグラン丸亀」をオープン[13]。
- 2001年 - 「フジグラン北島」（徳島県板野郡北島町）出店により、四国4県への完全出店を達成。
- 2005年 - 取引業者への不当な圧力が原因で、公正取引委員会から排除勧告の行政指導を受ける。
- 2007年
  - 9月 - 株式会社レデイ薬局と資本･業務提携を締結[14]。
  - 10月 - 株式会社ユーミーケアを設立。
- 2008年4月 - フジ主導による中四国で最大のSC、「エミフルMASAKI」が松前町にオープン。
- 2009年
  - 8月 - 当社、ユニー（愛知県）、イズミヤ（大阪府）の3社共同によるプライベートブランド「スタイルワン」の取り扱いを開始。順次、自社PB商品が「スタイルワン」に切り替えられる。
  - 9月 - 当社とTSUTAYAとの合弁でフジ・TSUTAYA・エンターテイメント株式会社を設立し、DVD・CD・書籍の小売及びレンタル部門を分離独立。
- 2010年
  - 3月 - 株式会社セトスイ・フードサービスにデリカ事業を統合･商号変更し、株式会社フジデリカ・クオリティとして事業を開始。
  - 4月 - ネットスーパー「おまかせくん」がスタート。
  - 5月 - エディオンWEST（現：エディオン）とFC契約で基本合意し、第1号店となる「デオデオ フジグラン三原店」を6月18日にオープン。
  - 9月 - 株式会社レデイ薬局が株式会社メディコ・二十一を吸収合併。
- 2012年
  - 3月1日 - 直営売り場のない4店舗を除く「パルティ・フジ」と「ヴェスタ」の店舗名を「フジ」に統一[15]。
  - 6月 - 株式会社フジ・カードサービスを設立し、クレジットカード事業部門を分離独立。
  - 11月 - 愛媛県松山市にマルシェ事業第1号店となる「地産市場エフ・マルシェ古川店」を開設。
  - 12月 - スーパーふじおかからフジマートの全株式を取得。
- 2013年
  - 5月 - 久保興業・ベルグアースなどと共同出資により株式会社フジファームを設立[16]。
  - 12月 - 株式会社フジ・スポーツ&フィットネスを設立し、総合フィットネスクラブ事業部門を分離独立。
- 2014年 - 株式会社フジマート四国を設立、エービーシー･スーパーゼットの事業を継承[17]。
- 2015年
  - 4月14日 - 株式会社ツルハホールディングスと共同で株式会社レデイ薬局に対する株式公開買付けを行うことを発表。その後、2度の株式公開買付け、株式併合、端数株式の取得などを経て、株式会社レディ薬局の株主は株式会社ツルハホールディングスと当社のみとなった。
  - 5月11日 - 移動スーパー「おまかせくん」がスタート。当初はフジグラン松山を拠点に、伊台・道後・湯の山の3地区を週に2回ずつ巡回する[18]。
- 2016年1月29日 - 当社並びにグループ会社3社（株式会社フジデリカ・クオリティ、株式会社フジ・アクリフーズ、株式会社フジ・ハートデリカ）の共同出資により、農業との連携による福祉サービス事業を担う株式会社フジすまいるファーム飯山を設立[19]。
- 2018年
  - 1月31日 - 1号店の「フジ宇和島店」が老朽化に伴う建て替えの為一時閉店。閉店中は近隣のフジグラン北宇和島間を結ぶシャトルジャンボタクシーの運行が行われた[20]。
  - 3月1日 - 新スローガンとして「この街に、あってよかった。」を制定し、ロゴマークをグリーン基調に刷新、店舗塔屋・サイン・立看板等は同日より順次変更されるが、2月9日にオープンした「フジ小郡店」は先行で新ロゴマークが採用された[21][22]。
  - 10月 - フジグラン四万十の店舗塔屋・サイン・立看板等を新ロゴに刷新。
  - 10月12日 - イオン株式会社と資本・業務提携を締結[23]。
  - 11月30日 - 「フジ宇和島店」が建て替え工事を終えリニューアルオープン[24]。
- 2019年
  - 1月16日 - 前述のイオン株式会社との資本・業務提携に基づき、株主からの譲受によりイオン株式会社が当社株式の一部を取得[25]。
  - 2月27日 - 2018年6月28日に民事再生法の適用を申請し、経営再建中の株式会社サニーTSUBAKIとの間で民事再生手続におけるスポンサー契約を締結[26]
  - 2月28日 - 株式会社アスティが保有していた当社株式の一部がイオン株式会社に譲渡されたことに伴い、イオン株式会社が当社の筆頭株主となる[25]。
  - 5月23日 - 前述のイオン株式会社との資本・業務提携に基づき、イオングループのマックスバリュ西日本株式会社の株式を買付けにより取得、議決権所有割合で7.6%を保有する[27]。
  - 6月 - フジグラン緑井及びフジグラン高陽の店舗塔屋・サイン・立看板等を新ロゴに刷新。
  - 6月5日 - 子会社の株式会社フジ・スポーツ&フィットネスの保有株式の10%をセントラルスポーツ株式会社へ譲渡し同社との合弁会社化[28]。
  - 11月28日 - 直営全店舗（91店舗）でイオンの電子マネーWAONを導入し、店頭決済・現金チャージを開始[29]。
- 2020年
  - 3月2日 - 旧法人から会社分割により設立された株式会社ニチエーの株式を取得し子会社化。7月1日に全株式の取得を完了し100%子会社となる[30]。
  - 4月17日 - 4月11日付で株式会社サニーTSUBAKIの民事再生計画認可決定が確定したこと受け、民事再生計画に則って全株式を取得して子会社化するとともに、同社が運営する3店舗をリニューアルオープン[31]。
  - 11月2日 - 当社に加え、グループ店舗のピュアークック、スーパーABC、サニーTSUBAKIで株式会社NTTドコモのポイントサービス「dポイント」の取り扱いを開始、同年12月1日からはニチエーでも取扱を開始[32]。
- 2021年
  - 7月28日 - 南予地方でスーパーマーケット「しんばし」を展開していた旧大見屋の5つの店舗の物件を取得したことを発表[33]。
  - 9月1日 - イオングループの同業他社・マックスバリュ西日本（広島市）との間で経営統合に向けた基本合意を締結したと発表[34]。
  - 9月3日 - 株式会社天満屋との間で、フジグラン緑井の近隣に位置する天満屋広島緑井店を当社へ譲り受けることで合意したことを発表[35]。
  - 9月18日 - この日リニューアルオープンされた「イオンタウン川之江」内に「フジ四国中央店」をオープン。イオングループのショッピングセンターへの出店は初となる[36]。
  - 11月15日 - 準備会社として、当社100%出資による株式会社フジ分割準備会社を設立[37]。
  - 12月6日 - マックスバリュ西日本との間で、経営統合・株式交換・吸収分割の各契約を締結したことを発表。経営統合の方式も発表された[37]。
- 2022年
  - 1月20日 - 子会社の株式会社サニーTSUBAKIが運営する全店舗を2月中に順次閉店し、2店舗は株式会社フジマート四国へ運営を移管し、一部改装を経て「スーパーABC」へ転換、1店舗は当社へ移管し、建て替えを経て「フジ」へ転換するリニューアル計画を発表[38][39]。
  - 6月 - フジグラン神辺及びフジグラン西条は店舗塔屋・サイン・立看板等を新ロゴに刷新。
  - 10月 - フジグラン高知は店舗塔屋・サイン・立看板等を新ロゴに刷新。

フジ・リテイリング
- 2022年
  - 3月1日 - 株式交換によりマックスバリュ西日本を完全子会社化すると同時に、総合小売事業（食料品、日用品、衣料品等の小売販売）を吸収分割により子会社の株式会社フジ分割準備会社へ承継し、同日付で株式会社フジ・リテイリングへ商号変更。これらにより、純粋持株会社へ移行した[40]。
  - 4月29日 - 移動スーパーのキャラクター「おまかせくん」のマックスバリュ西日本への共同利用を開始し、同日より同社が運営するマルナカ北房店で開始、車両デザインがフジ・リテイリングのものと異なり、名称は「おまかせくんマルナカ号」となる[41]。
  - 8月10日 - 同年6月30日をもって営業終了し7月1日付で株式会社天満屋から譲り受けた天満屋広島緑井店を改装し、「ラクア緑井」としてファーストオープン[42]。
  - 11月1日 - マックスバリュ西日本との株主優待割引券の相互利用が開始され、フジの「株主優待割引券」をマックスバリュ西日本が運営する「マックスバリュ」、「マルナカ」、「ザ・ビッグ」の直営売場での利用及びマックスバリュ西日本が発行する「株主様ご優待券」の当社直営売場での利用が可能となる。ただし、フジの「株主優待割引券」はマックスバリュ西日本以外のイオングループ各社の店舗（イオンリテールが運営する「イオン」・「イオンスタイル」など）では利用不可となる[43]。
  - 11月24日 - 前述した旧「サニーTSUBAKI古川店」を建て替え、「フジ古川椿店」として新規オープン[44]。
- 2023年
  - 2月21日 - 徳島県と「食品ロス削減の推進に向けた取組みに関する協定」を締結[45]。
  - 3月17日 - 「ラクア緑井」がグランドオープン（同年4月6日の「くら寿司」のオープンをもって全店舗オープンとなる）[46]。
  - 4月27日 - 上述の協定に基づき、徳島県内の4店舗（フジ中吉野店、フジグラン阿南、フジグラン石井、フジグラン北島）に常設のフードドライブコーナーを設置（なお、この取り組みはマックスバリュ西日本と共同で実施されており、同社が運営する徳島県内の「マルナカ」と「ザ・ビッグ」計20店舗にも設置される）[47]。
  - 5月18日 - 取締役会において、2024年3月1日にマックスバリュ西日本との統合により発足する新会社の商号を当社親会社の商号である「株式会社フジ」を承継するとともに、本社を広島県広島市、本店を愛媛県松山市にそれぞれ設置することが発表された[48][49]。
  - 6月1日 - 後述する「トップバリュ」の本格導入に先立ち、発泡酒「トップバリュベストプライス バーリアルグラン」シリーズの販売を開始（酒類未取扱のフジ砥部店・フジ三入店を除く）[50]。
  - 8月31日 - この日をもってプライベートブランド「Style ONE」・「Prime ONE」の取り扱いを終了[51][52][53]。
  - 9月1日 - この日からイオンのプライベートブランド「トップバリュ」の取り扱いを順次開始[51][52][53]。
  - 11月16日 - 同年10月31日をもって営業を終了し、11月1日付で子会社の株式会社ニチエーから営業権を譲り受けた「ニチエー三吉店」[54]を改装し、「フジ福山三吉店」としてオープン[55]。
- 2024年
  - 1月31日 - フジグラン新居浜が建て替えのため閉店。

フジ（経営統合後）
- 2024年
  - 3月1日
    - フジ・リテイリングとマックスバリュ西日本、フジデリカ・クオリティを吸収合併し事業会社に復帰。広島市南区に本社を移転。
    - 島根県出雲市に「マックスバリュ塩治店」をオープン。株式会社フジとして初となる「マックスバリュ」での新規店舗となった[56]。

  - 4月25日 - 中四国や兵庫などに展開するイズミ・ハローズの2社と「物流の2024年問題」をはじめとする物流の課題解決に対応することを目的に、賛同企業と連携し「中四国物流研究会」を発足することを発表[57]。
  - 4月27日 - 山口県防府市のイオンタウン防府内に「マックスバリュイオンタウン防府店」をオープン。元々は「マックスバリュ防府東店」としてオープンし、2011年4月21日に「ザ・ビッグ」へ業態転換した経緯があるため、約13年ぶりに開業当初の「マックスバリュ」へ再業態転換した異例のケースとなる。
  - 11月15日 - 建て替えのため休業していた「マルナカ物部店（旧リベラル店舗）」が「マルナカ洲本物部店」として新装オープン[58]。株式会社フジとして初となる「マルナカ」での新規店舗となった。
  - 12月19日 - フジグラン新居浜を「フジ新居浜店」として建て替えオープン[59][60]。
- 2025年
  - 1月31日 - フジグラン大洲が入居するアクトピア大洲との賃貸借契約満了及び施設の老朽化により閉店[61]。
  - 2月28日 - 子会社で書籍・CD・DVDの小売及びレンタルを行っている「フジ・TSUTAYA・エンターテイメント株式会社」を吸収合併[62]。

## 店舗形態
フジが運営する店舗は同社（2022年3月から2024年2月まではフジ・リテイリング）が従来から展開するブランドに加え、マックスバリュ西日本が展開していたブランドも併合されているため、その構成や起源は複雑なものとなっている。
マックスバリュ西日本から継承したブランドの詳細は同企業の記事を参照。
全店舗の詳細は株式会社フジの店舗検索を参照。また、2024年2月以前に旧フジ・リテイリングが運営していたブランドの店舗はフジの店舗情報、旧・マックスバリュ西日本が運営していたブランドの店舗はマックスバリュ、マルナカ、ザ・ビッグの店舗情報も併せて参照。

### 現在営業中の業態

#### GMS・SSM・SM
フジ（Fuji → FUJI）
開業当初から展開する店舗形態。1990年代以降は地域特性に合わせて「フジグラン」・「パルティ・フジ」・「ヴェスタ」へのリニューアルが行われるケースが多く、フジの店舗はそれらのいずれとも位置付けられない中規模店舗が残るのみで、店舗数としては一時少数となっていたが、2012年3月1日に「パルティ・フジ」「ヴェスタ」の直営店舗が「フジ」にリブランドされ、店舗数が大幅に増加した。2010年代に入ってからは、1980年代までに開店し、老朽化が懸念される多層階店舗のスクラップビルドを順次実施しており、建替オープンの際に平屋建て店舗としてリニューアルし、食品売り場重視の構成となっている店舗が増えている。
シンボルカラーは赤で、ロゴマークは「Fuji」の文字の上に富士山を模したマークを配置したものが使用されていたが、2018年3月にロゴマークを刷新。3つの異なる四角形で「フジ」の"F"を表現したマークとなり、右下の四角形を赤、上と左下の四角形及び「Fuji」から全て大文字に改められた「FUJI」ロゴにグリーンが用いられた。同年2月9日にオープンした小郡店（山口県山口市）に先行で新ロゴマークが導入された後、同年3月以降、既存店舗も改装に伴うリニューアルや店舗塔屋・サイン・立看板などの看板類の切替のタイミングで順次新ロゴマークへ変更された。
エフ・マルシェ
地域の農畜水産品の直売を行う業態。愛媛県松山市のみで、農産品などを中心とした「地産市場 エフ・マルシェ 古川店」と大型の鮮魚売り場を有する「瀬戸内海響市場 エフ・マルシェ」の2店舗を展開する。
マックスバリュ、マックスバリュエクスプレス
マックスバリュ西日本から承継されたイオングループが全国及び海外に展開するスーパーマーケット(SM)。
通常は店舗面積が1000m2規模の店舗の事を指すが、店舗面積2000m2以上の規模を持つスーパー・スーパーマーケット(SSM)店舗も存在する。
また、SM店舗のうち、同規模かそれ以下の店舗面積を持つ都市型店舗には「マックスバリュエクスプレス」の呼称が与えられている。
2024年3月に中国地方と兵庫県、香川県、愛媛県の139店舗（このうち「マックスバリュエクスプレス」は兵庫県・広島県の7店舗）を承継し、同時にフジとして初となる「マックスバリュ」での新店舗となる塩治店がオープン。前述したとおり、同年4月にイオンタウン防府店がオープンした。2025年に入り、稲美店（1月20日閉店）と豊富店（2月16日閉店）が建て替えに伴って順次閉店（一時休業）、観音寺駅前店が「マルナカ」へ屋号変更されたため、2025年7月時点で138店舗を展開している。
なお、兵庫県の店舗のうち、北区と西区を除く神戸市及び尼崎市・西宮市の店舗はグループ会社の光洋が運営している。
マルナカ、マルナカマール
マックスバリュ西日本から承継されたスーパーマーケット。
元々は地域によりマルナカや山陽マルナカが運営していたが、2021年3月1日の吸収合併によりマックスバリュ西日本が運営を承継していた。
派生業態の「マルナカマール」は早朝・深夜営業とストリートカフェ（イートイン）のシステムを取り入れ、冷凍・惣菜等の少人数世帯向け商品に特化させた品揃えを持つ、コンビニエンスストアを意識させた形態である。
2024年3月に香川県を中心とした四国地方全域と兵庫県、岡山県、広島県に計190店舗を承継。このうち、「マルナカマール」は香川県の牟礼店1店舗のみとなる。同年11月には建て替えのため休業していた洲本物部店（旧:物部店）、志度店が順次新装オープンし、2025年6月に上林店を新規オープン、その翌月に「マックスバリュ」から屋号変更した観音寺駅前店が改装オープンしたことより、2025年7月時点で194店舗を展開する。

#### ショッピングセンター
「フジグラン」「パルティ・フジ」は2018年3月の企業ロゴ及び、「フジ」店舗のロゴマーク変更後も従来のロゴマークを継続使用していたが、同年7月から、広告やホームページ上で既存ロゴの店舗ブランド名部分を新ロゴ（FUJI）仕様にしたロゴマークの使用を開始。近年はリニューアルなどを機に、屋外看板等も新ロゴ仕様のものに順次変更している。
フジグラン（Fuji GRAND → FUJI GRAND）
7万人から10万人規模の商圏を対象としたコミュニティ型ショッピングセンター（CSC）。直営テナントとして、食料品を扱う「食品館」（旧「グランヴェスタ」）と衣料品・住環境商品を扱う「衣料・くらしの品フロア」（旧「グランフジ」）が入居する。シンボルカラーは青。シンボルマークはFとGを合成したような文字が使用されている。
店舗業態が類似する、広島県発祥であるイズミの展開する「ゆめタウン」などと激しい競合関係にある。
「フジグラン」を冠する店舗は2024年10月現在、四国4県に16店舗（愛媛県7店舗(東予2店舗、中予2店舗、南予3店舗)、高知県4店舗、香川県2店舗、徳島県3店舗）、広島県9店舗、山口県3店舗の合計28店舗を展開する。また、より大規模なショッピングセンターであるエミフルMASAKI（愛媛県松前町）もフジグランの派生店舗の一つに分類されているが上記店舗数には含まれていない。
パルティ・フジ（Palty Fuji → Palty FUJI）
2、3万人程度の近隣商圏を対象とした近隣型ショッピングセンター（NSC）。1995年から展開し、大半の店舗では、直営テナントとして後述の「ヴェスタ」と衣料品フロアの「ザ・カジュアル」が入居していた一方、一部店舗においては直営売場を設けず、専門店テナントのみで構成される2種類の形態があった。直営売場を設けている店舗は2012年3月1日に「フジ」に名称変更され、直営売場がない4店舗のみが残り、以降はフジ直営売場の無い店舗建屋にテナントが入居して構成され、フジが店舗全体の所有･管理をする近隣型ショッピングセンターの位置付けとなった。2018年1月には、フジ西条玉津店の直営売場(食品館)が閉店し、テナントのみが残った事で先述の4店舗と同様直営売場が無い店舗となり、店舗名を改称する形で1店舗増加して5店舗体制となっている。現存する5店舗においても、テナントの種別や数は異なり、パルティ・フジ衣山のようにシネマコンプレックスを併設している店舗もあれば、パルティ・フジ庚午南のようにテナント数が2店しかない店舗もある。シンボルカラーは紫。
ラクア（Wraqua）
フジグラン緑井と隣接しペデストリアンデッキで連絡している天満屋広島緑井店を取得し2022年開業、2023年全館グランドオープンした「ラクア緑井」で新たに展開する業態。店舗名の「ラクア」は"wrap"と"aqua"の複合語であり、「お客様をワクワクさせる潤い（=AQUA）で満たされた（=WRAP）生活を提案することや、幅広い世代の皆さまに楽（ラク）しく、気軽に過ごしていただける居場所・施設をめざす」というコンセプトが込められている。
イオンタウンショッピングセンター
マックスバリュ西日本から承継された「マックスバリュ」や「ザ・ビッグ」を核店舗とするネイバーフット型のオープンモールショッピングセンター。
2003年以降、ホームセンターナフコなどとの共同展開で行っている。基本的に「イオンタウンショッピングセンター」の名称を用いているが、2003年9月から2008年2月までは「イオンショッピングセンター」の名称を用いていた。
マルナカスーパーセンター、マルナカパワーシティ
マックスバリュ西日本から承継された「マルナカ」を核店舗とするネイバーフット型のエンクローズドモールショッピングセンター。
2024年3月の承継時点で「マルナカスーパーセンター」は香川県と徳島県の2店舗、「マルナカパワーシティ」は徳島県・香川県に6店舗を展開している。

#### ディスカウントストア
ザ・ビッグ、ザ・ビッグエクストラ
マックスバリュ西日本から承継された衣食住全般を扱う日用品メインのディスカウントストア。当社運営のディスカウントストアとしては後述する「フジ・ZY」に替わる業態として5年ぶりに復活した。
元々はマックスバリュ西日本の源流企業の一つであり、広島県を拠点にスーパーマーケット事業を展開していたみどりが開発した独自の店舗ブランドであったが、2008年から全国で展開されるようになり、イオングループのディスカウントストア事業における主力ブランドとなっている。
既存の「ザ・ビッグ」から一層の品揃えを強化したスーパーセンター（SuC）形式の大型店舗には「ザ・ビッグエクストラ」の呼称を与えている。
2024年3月に兵庫県、中国地方全域、高知県を除く四国地方に45店舗（うち、「ザ・ビッグエクストラ」は兵庫県・山口県・徳島県に3店舗）を承継。その翌月に防府東店が「マックスバリュ」へ業態転換（同時に店舗名をイオンタウン防府店へ変更）したことにより、2024年5月時点で44店舗を展開する。
なお、山口県の美祢店は2014年1月31日に閉店した「フジ美祢店」の跡地にマックスバリュ西日本が新規開業した店舗であるが、合併により閉店から約10年ぶりにフジが再び運営を担うことになった。
兵庫県はイオンビッグが店舗展開していない事や光洋が「ザ・ビッグ」の運営を行っていない事から、「マックスバリュ」と異なり、運営エリアの混在はない。
シンボルカラーはオレンジであるが、広島県・山口県の一部店舗では赤をベースとした2代目ロゴを使用している。
ザ・カジュアル
カジュアルファッションの専門店。旧「パルティ・フジ」に入居していた店舗と、2012年3月1日に「ピーエフ」から名称変更された単独店舗がある。単独店舗は香川県・徳島県・広島県のみで展開している。

### 過去の業態
フジ・ZY
既存の不採算店舗を業態転換する形で展開を開始した、食料品・日用品メインのディスカウントストア。1号店として、2009年8月8日に「フジ高岡店」を「ZY高岡店」として開店させた。ブランド名の「ZY」とは、ゼッタイ（Z）・ヤスイ（Y）の語呂合わせ。取扱い品目を従来の4割程度に絞込み、梱包や陳列、エフ・カードの取扱いなど過剰なサービスを廃止して、既存ブランドとは一線を引いていた。2012年3月1日、「フジ・ZY」へ名称変更が行われた。2018年以降「フジ」への転換や建替え、グループ会社への店舗移管により店舗数を減らしており、最後まで営業していた「ZY高岡店」も2019年3月1日に「フジ高岡店」への再業態転換（約9年7ヶ月ぶりの屋号復活）により屋号が消滅し、ディスカウントストア事業から一度撤退した。シンボルカラーは赤。
前述したように、2024年3月1日にマックスバリュ西日本から「ザ・ビッグ」の運営を承継したことにより、「ZY高岡店」の業態転換による事業終了から5年ぶりにディスカウントストア事業を再開した。
ヴェスタ（VESTA）
食料品をメインにしたスーパーマーケット。1995年から展開し、「フジ」・「パルティ・フジ」のテナントの他、単独店舗としても出店していた。また、同時期の「フジグラン」内の食品売場も「グランヴェスタ」として、「VESTA」のロゴの前に「フジグラン」のシンボルマークを付けたブランド名で営業し、食品売場以外の直営部分を「グランフジ」として営業していた。2012年3月1日より単独店舗の名称が「フジ」に変更され、テナントとして入居していた店舗も単に食品館として扱われることとなり、「ヴェスタ」の名称が廃止された。「ヴェスタ」ブランド存在時から営業していた既存店舗においては、「VESTA」のロゴマーク看板をそのままにした店舗も存在していたが、先述のロゴマーク変更に合わせてそれらも新ロゴマークに置き換える形で順次撤去されている。シンボルカラーは赤。
フジショッピングスクエア
四国初のショッピングセンター(SC)形態の店舗として、1973年4月21日に『フジショッピングスクエア駅前店』をオープンさせたのを皮切りに、フジグランの展開開始までSC型店舗はこの店舗ブランドで展開していた。2017年現在は各店舗の改装・建替・増床などを機に、フジグランをはじめとした現行の店舗形態に移行された為既に消滅している。

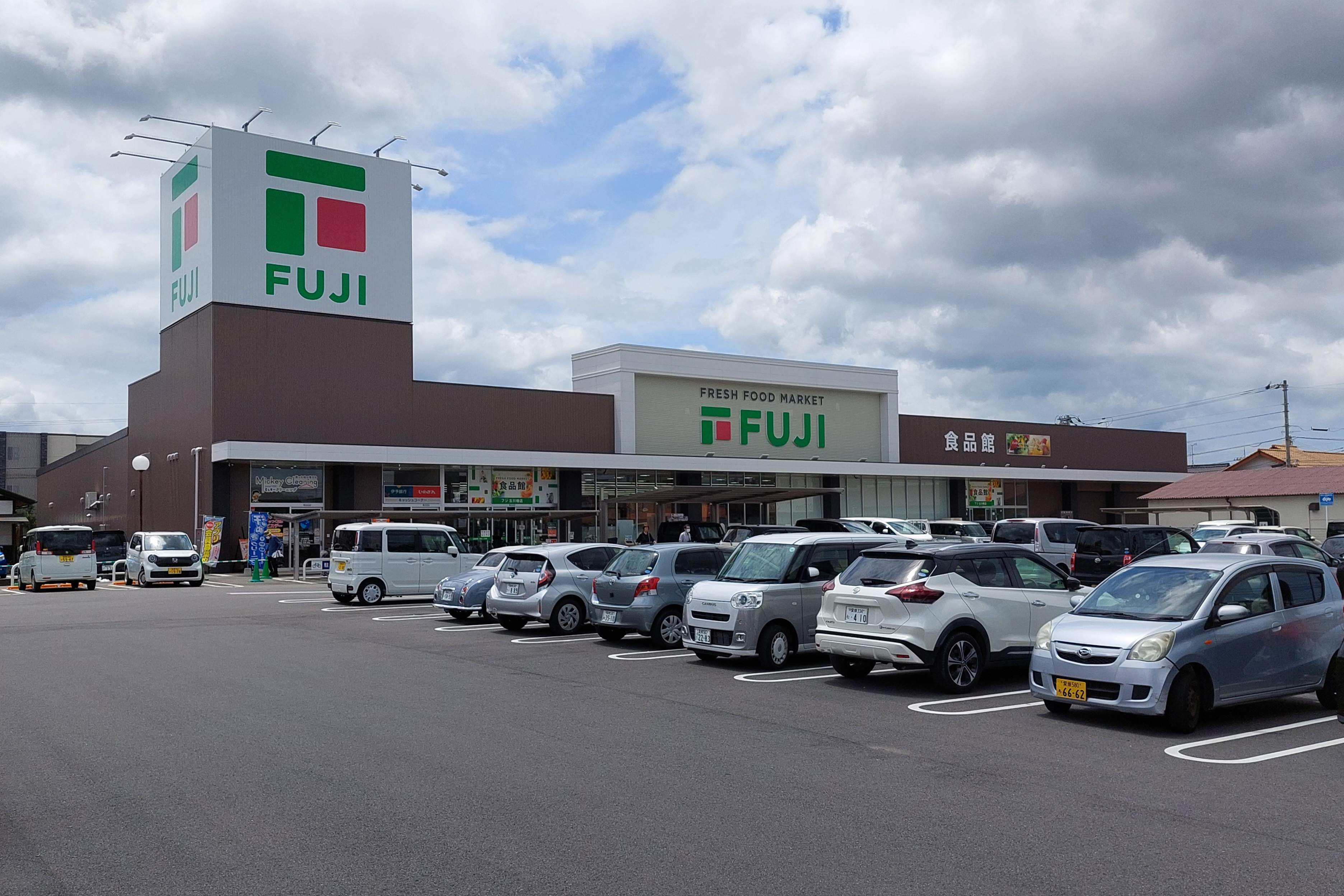
フジ（現ロゴマーク）[注釈 2]
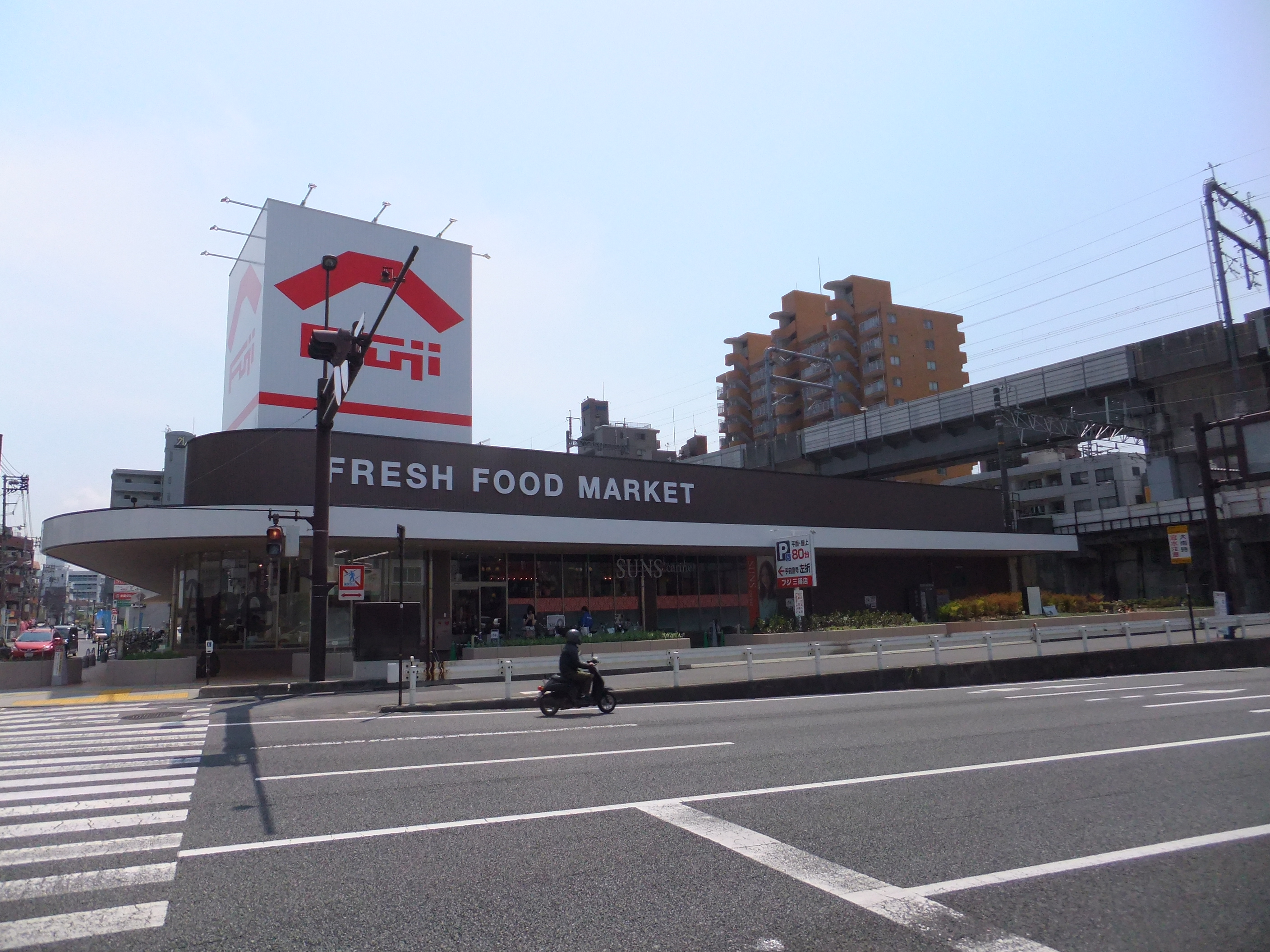
フジ（旧ロゴマーク）[注釈 3]
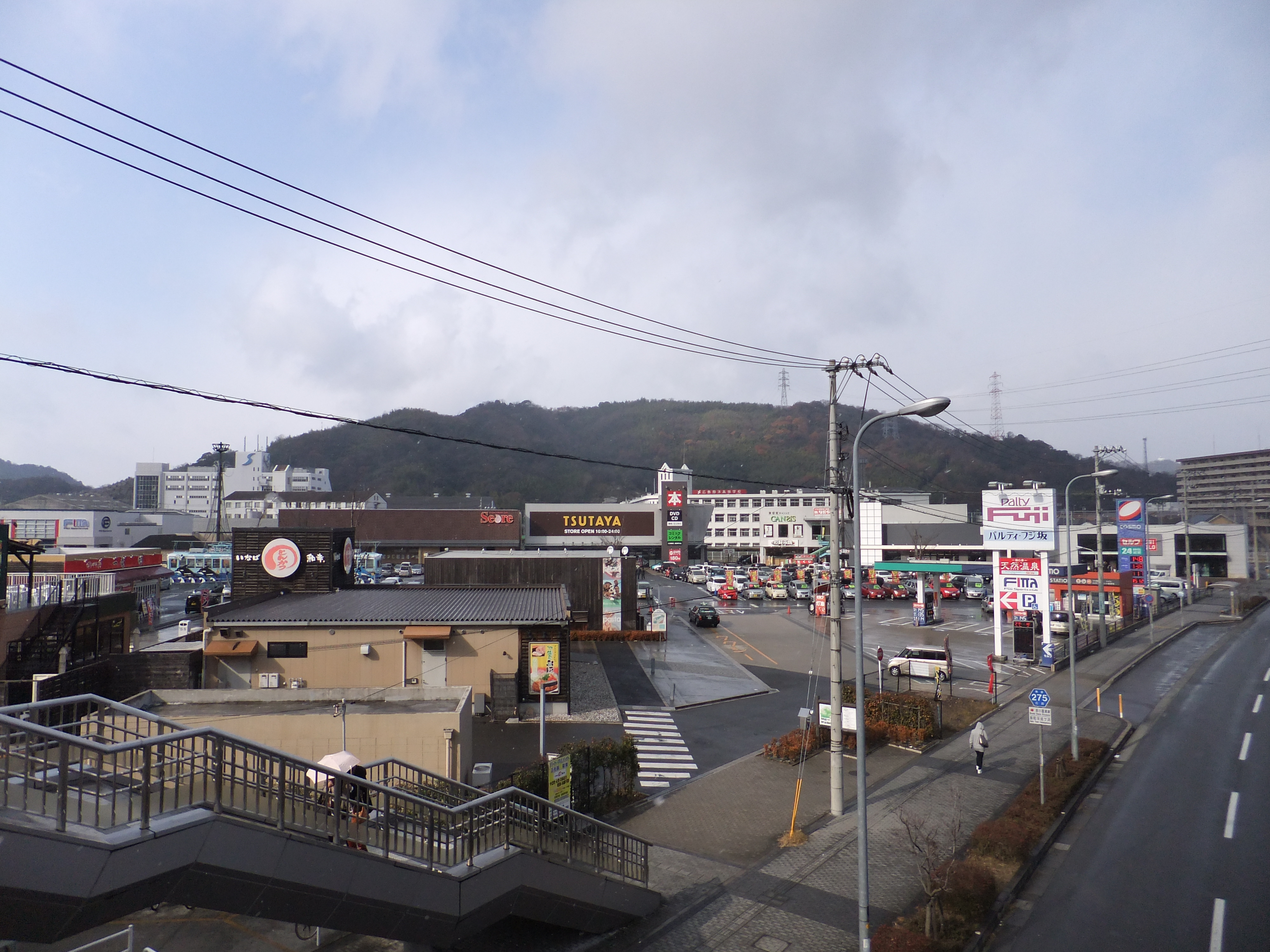
パルティ・フジ
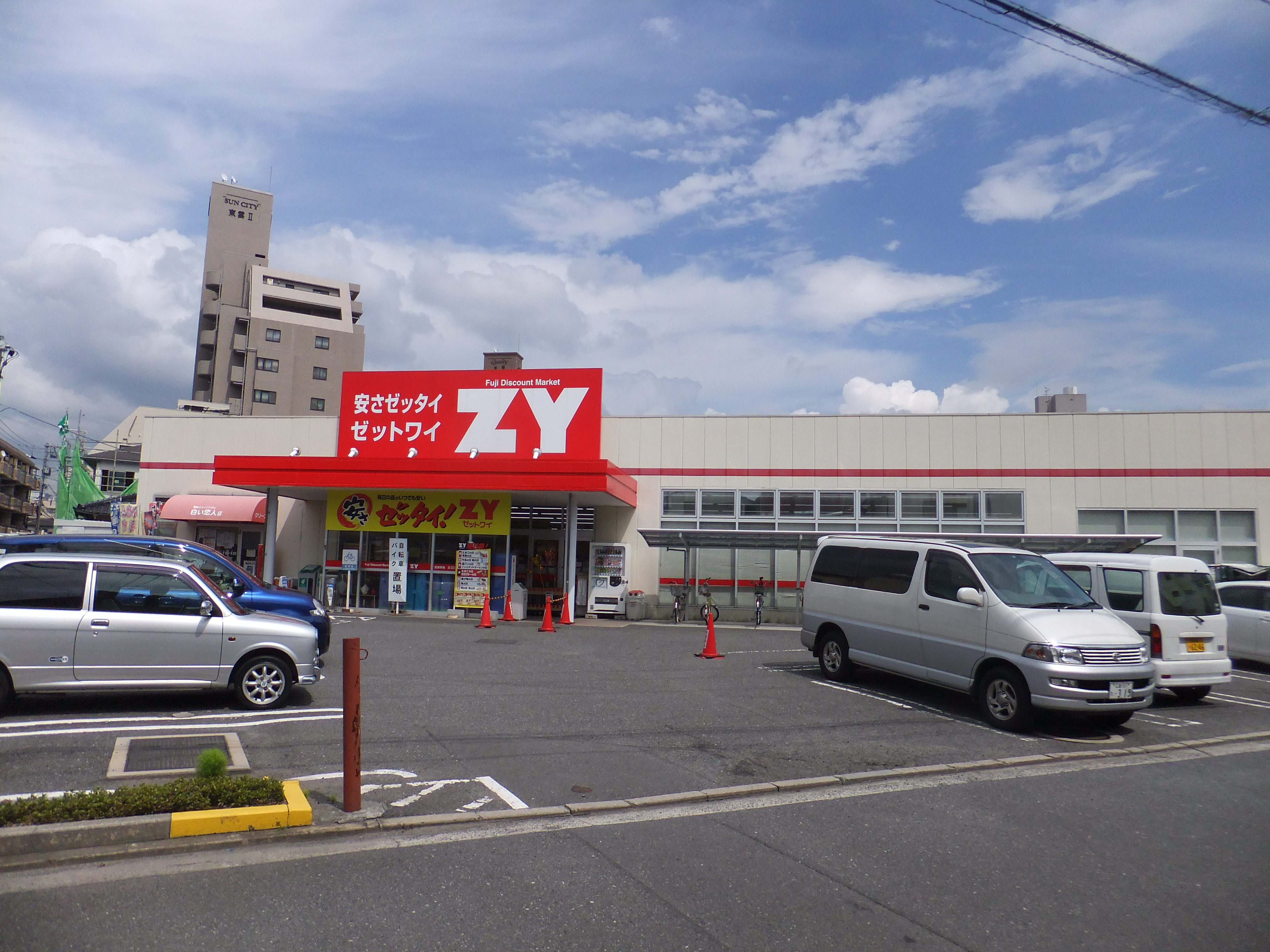
フジZY
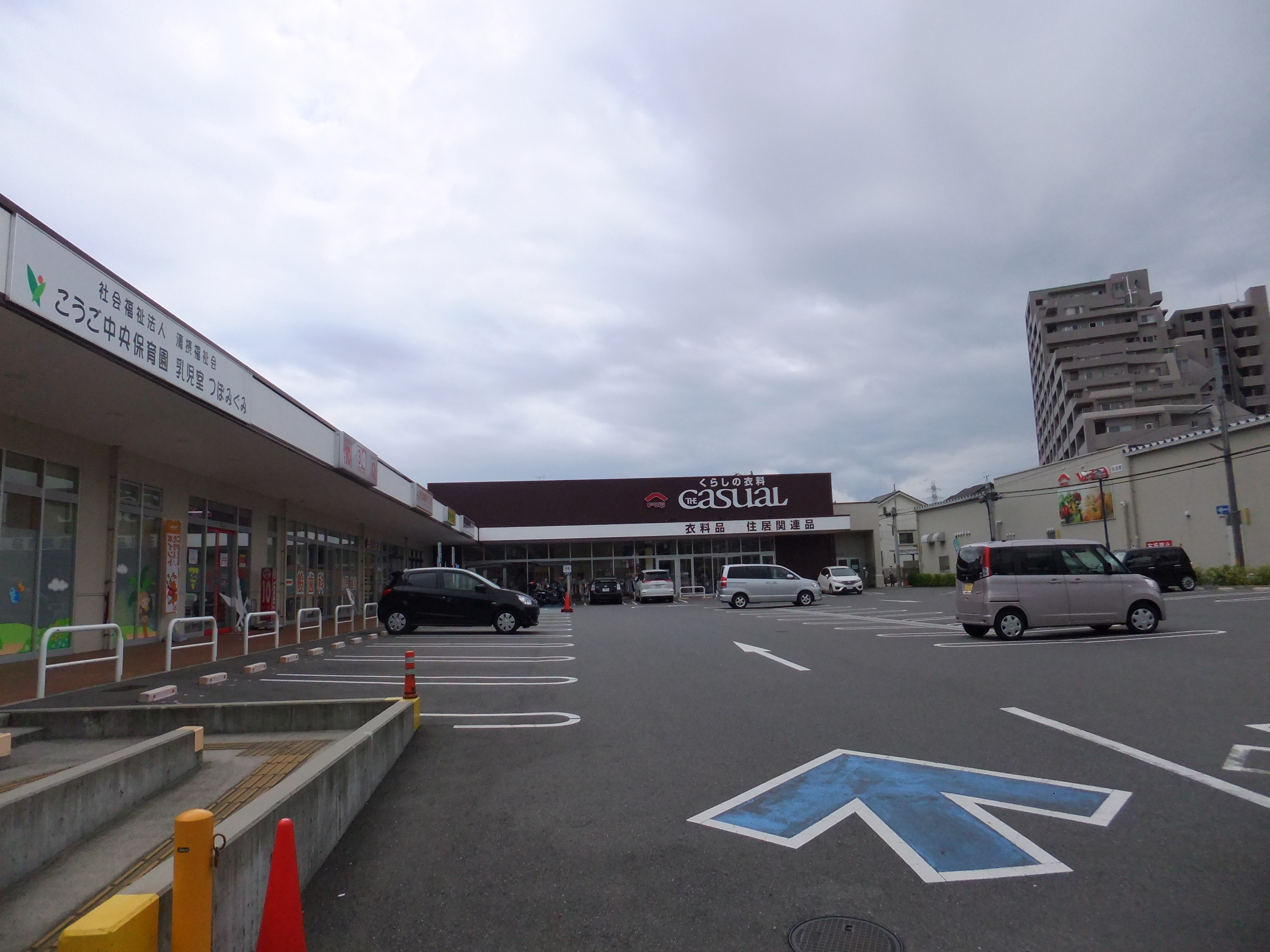
ザ・カジュアル
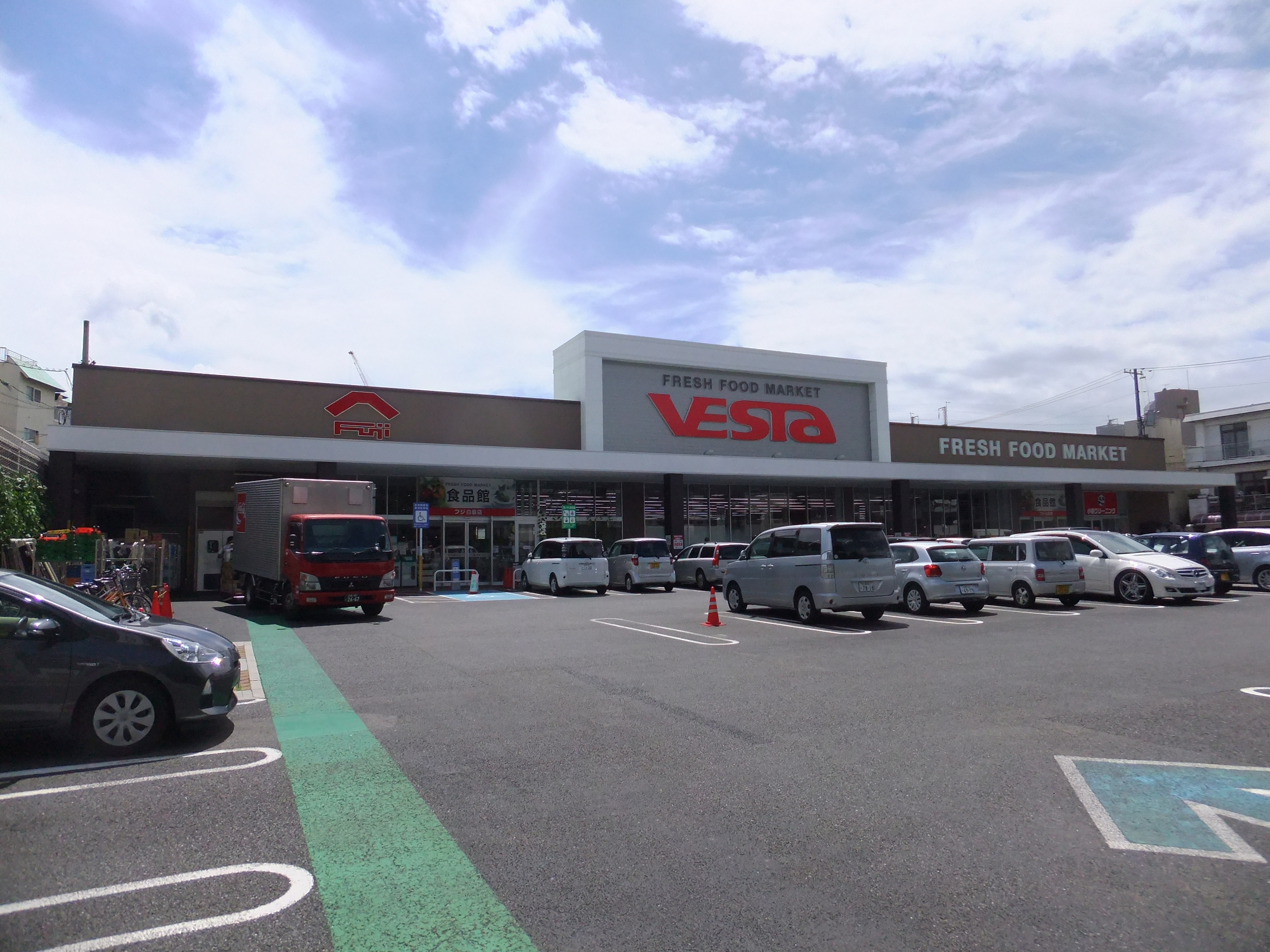
ヴェスタ[注釈 4]
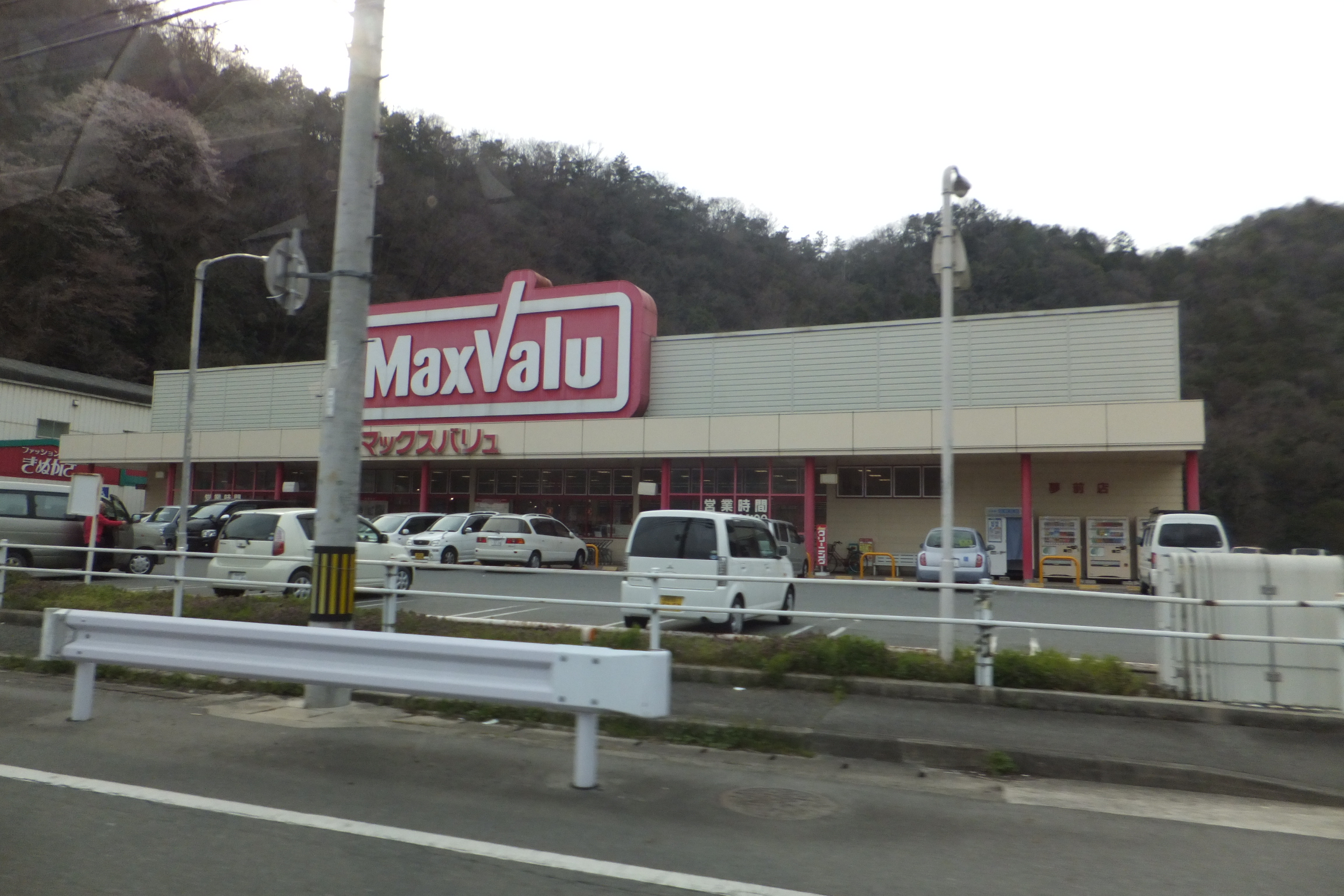
マックスバリュ（2代目フォーマット）
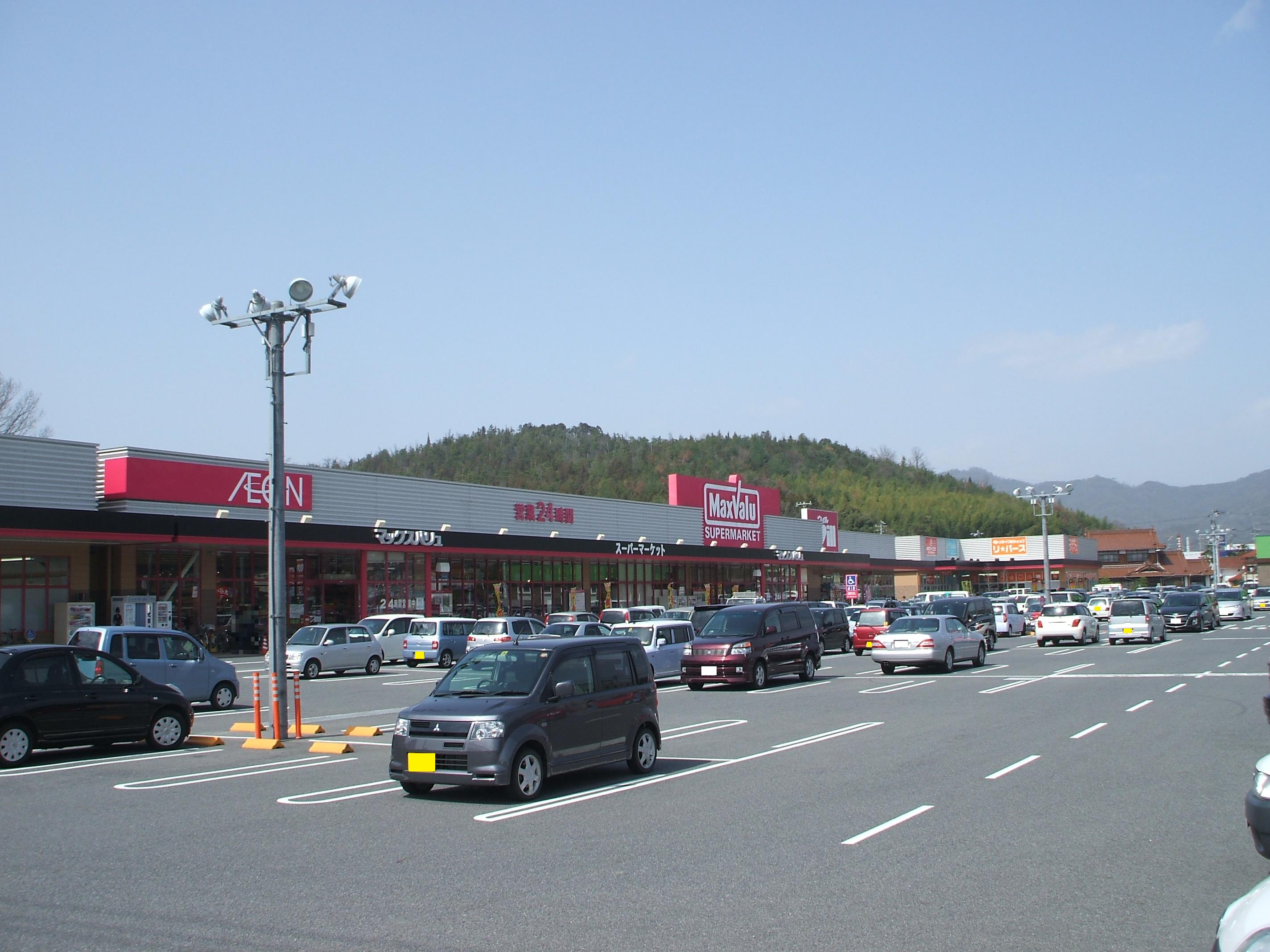
マックスバリュ（3代目フォーマット）
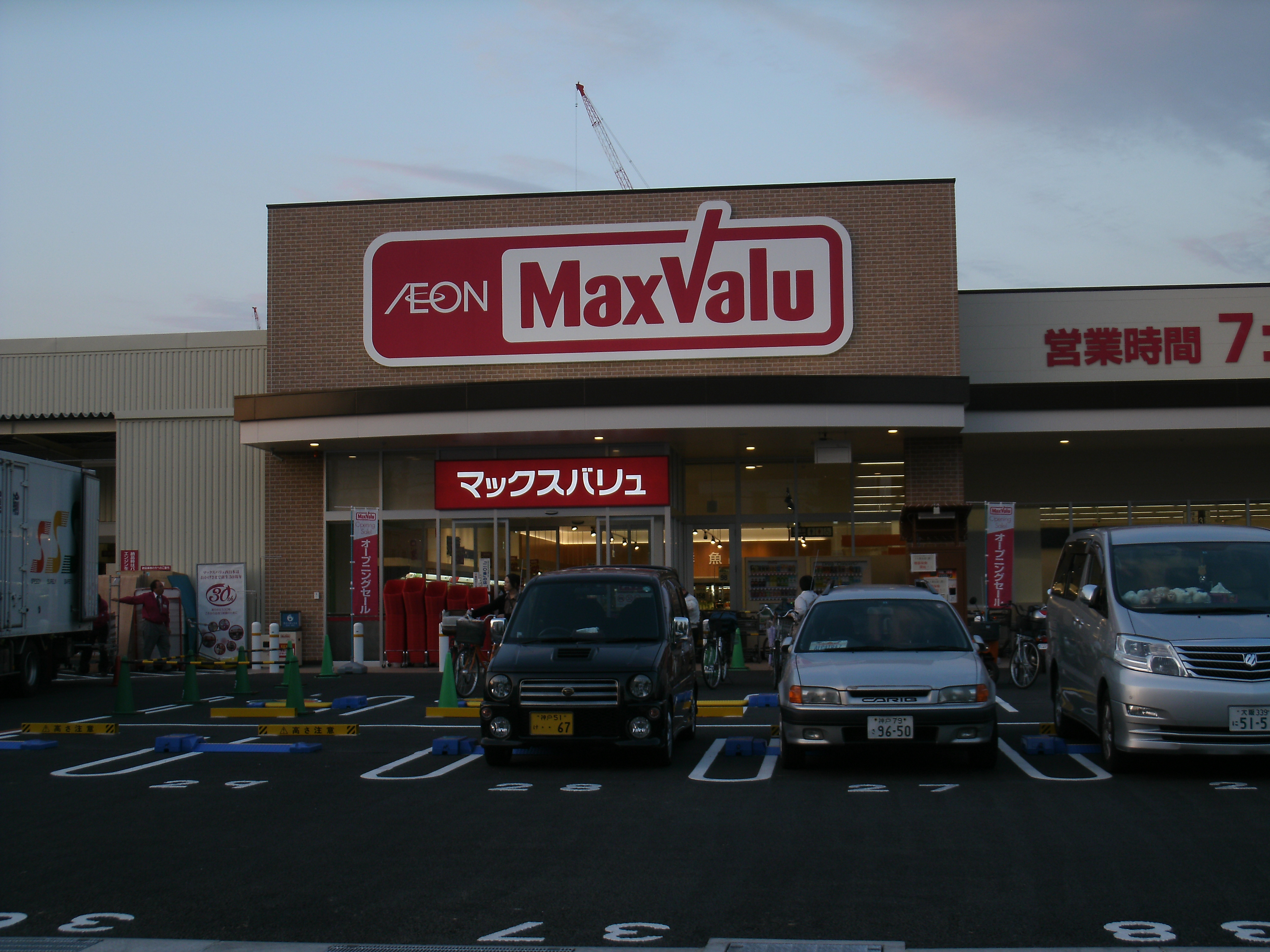
マックスバリュ（4代目フォーマット、現・光洋運営）
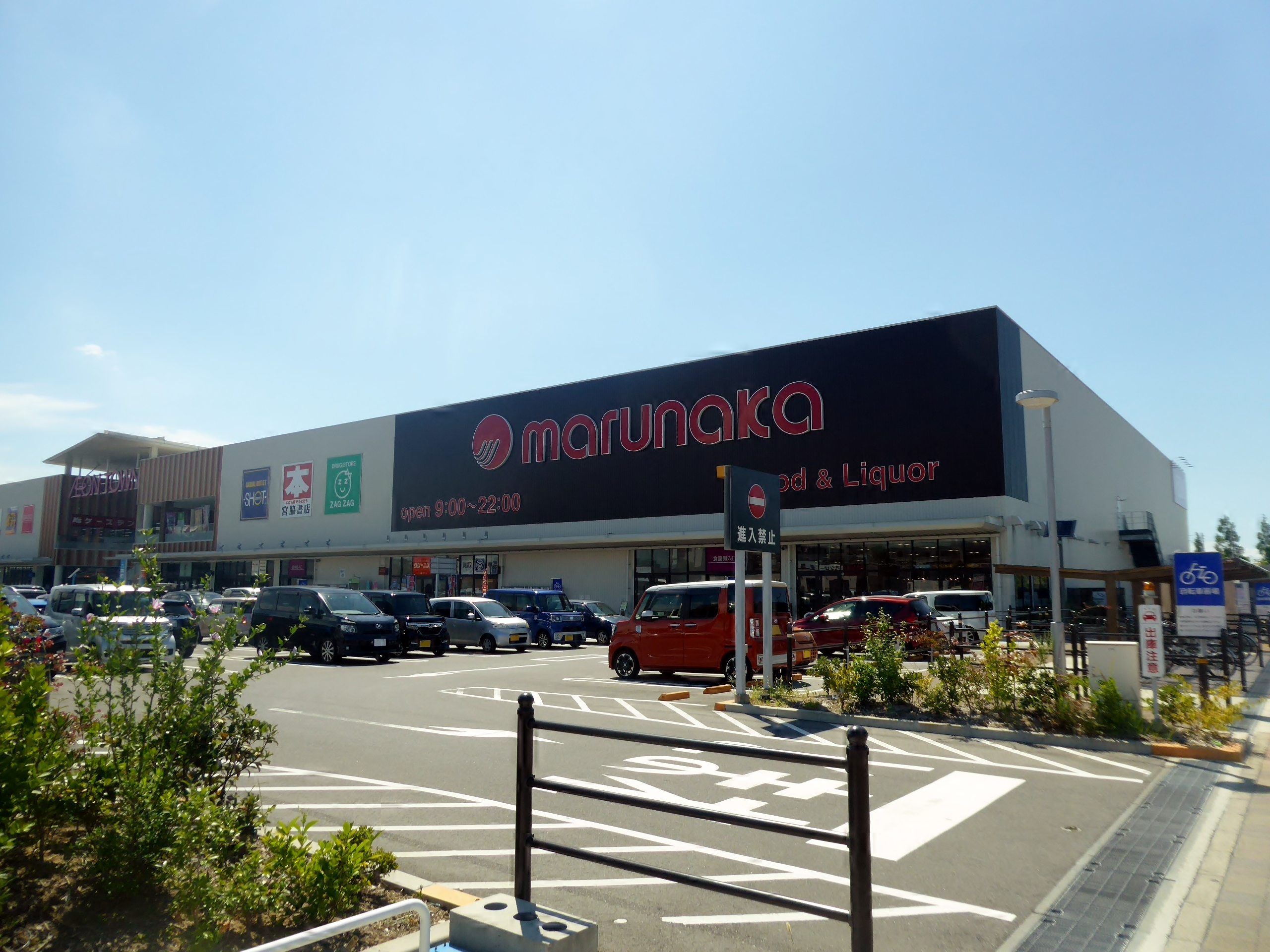
マルナカ
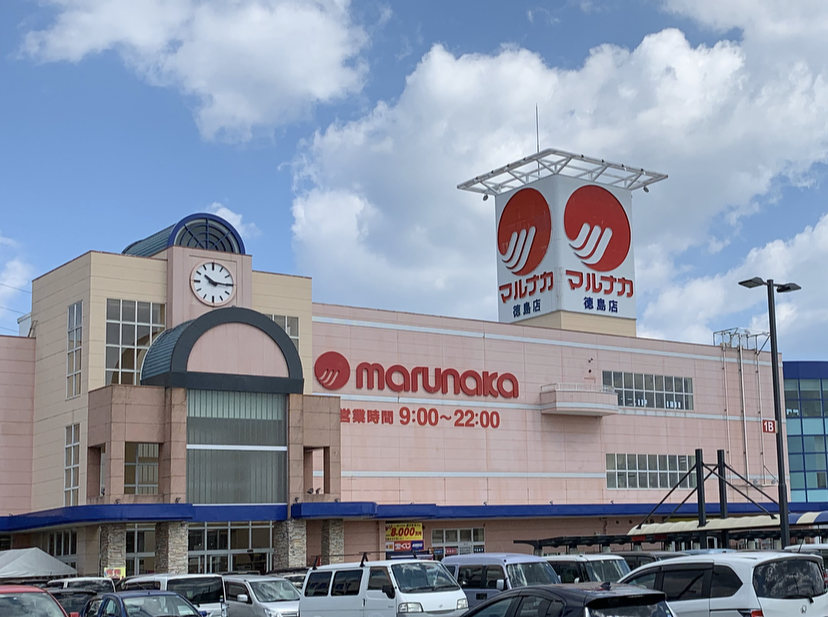
マルナカスーパーセンター
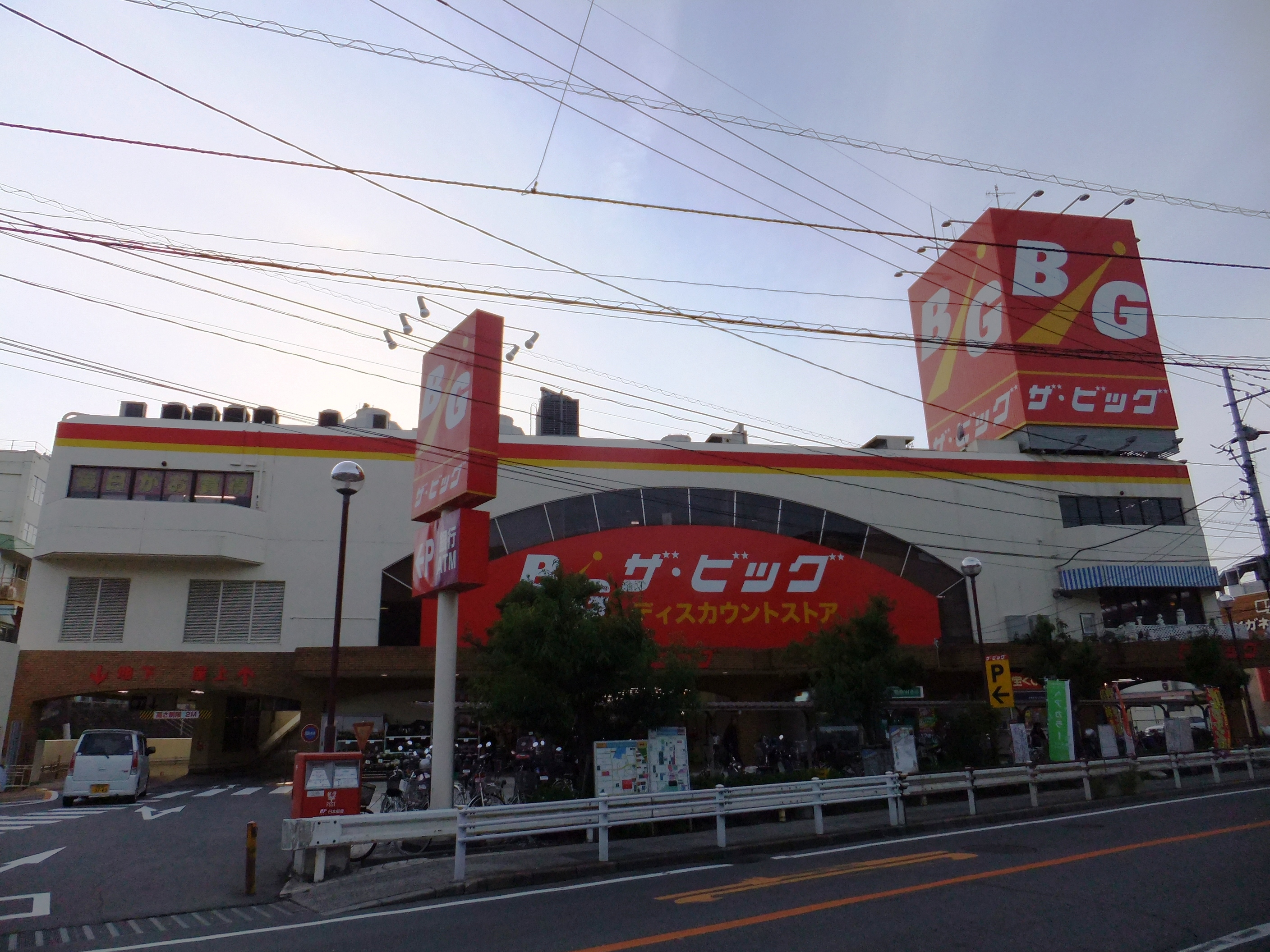
ザ・ビッグ（2代目ロゴ）
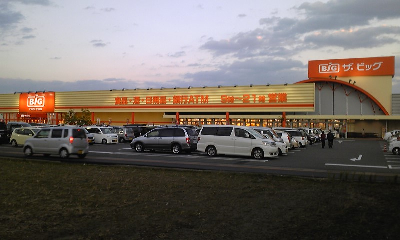
ザ・ビッグ（3代目旧ロゴ）
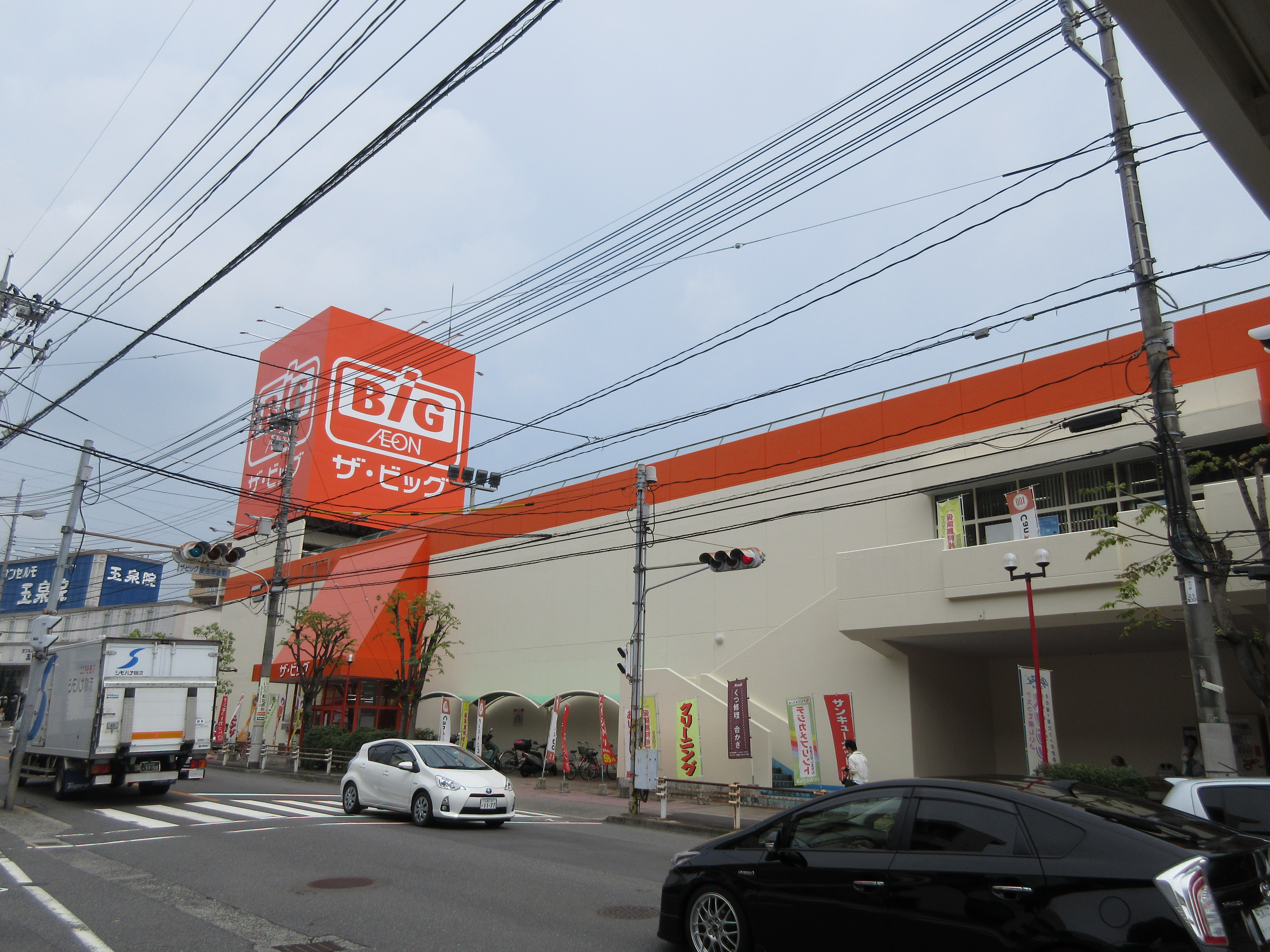
ザ・ビッグ（3代目新ロゴ）

## ポイントカード
1987年から26年に渡ってフジの頭文字Fから名付けられた自社発行のポイントカード「エフカード」を発行していた。2013年3月より新カード｢エフカ｣への移行が行われ、同年8月をもって旧カードのサービスを終了、移行が行われなかった場合、ポイントは消滅している。新旧共に一般的なクレジットカードの大きさ・厚みのプラスティックカードである。

### エフカ（新カード）
2013年3月1日よりエフカードに変わる、電子マネー機能付きの｢エフカ」を発行。電子マネーの名は「エフカマネー」。ポイント機能に関してはエフカードに準ずるが、税抜きでの購入100円ごとに1ポイントの通常ポイントとは別にエフカマネーでの税抜きでの購入200円ごとにボーナスポイントが付くようになっている。
2018年10月1日にクレジット機能付カードの「エフカクレジットカード」がMasterCardブランドを搭載し、MasterCard加盟店での利用も可能となった「エフカクレジットカードMastercard」へ刷新、デザインはスタンダードとキキ&ララの2種類が用意される。発行開始に伴い、従来のエフカクレジットカードやエフカVISAカード・エフカJCBカードは2019年1月31日をもってサービス終了となった。
2020年4月17日にサニーTSUBAKIの店舗でも「エフカ」の利用が可能となったほか、同年8月17日からはニチエーの店舗でも従前から展開していた「ニチエーカード(ニチカ、2020年9月17日廃止)」に替わって利用が開始された。
2021年2月3日に65歳以上を対象とした「ビビッドシニアエフカ」と「エフカクレジットカードMastercardビビッドシニア」の発行を開始。「シニア感謝デー」（毎月15～17日開催）開催時に本カードを提示すると購入金額の割引が受けられ、さらに、「エフカクレジットカードMastercardビビッドシニア」でクレジット払いをした場合はクレジットポイントが5倍付与（購入時に通常ポイント分が付与され、翌月27日に残りの4倍分のポイントが付与）される特典が受けられる。カード券面は「ビビッドシニアエフカ」の場合は右側に黄色の背景に「ビビッドシニア」の文字が、「エフカクレジットカードMastercardビビッドシニア」の場合は「エフカマネー」のアイコンの左隣に「ビビッドシニア」のアイコンが入り、通常のカードとは区別される。
2023年6月26日に「エフカクレジットカードMastercard」（ビビッドシニアを含む）において、非接触決済のMastercardコンタクトレスに対応、カード番号・氏名・有効期限をエンボスから印字に変更して凹凸を無くした新デザインカードへ移行している。
2024年5月20日を以って「エフカクレジットカードMastercard」のキキ&ララデザインの発行を終了（発行終了に先立って同年4月10日を以って新規入会受付を終了）。以降の再発行や有効期限更新カードはスタンダードデザインでの発行となる。
また、前述の通り、フジのイオングループ入りに伴って、同年7月18日に子会社のフジ・カードサービスのクレジットカードに係るイシュア事業を同年11月1日付でグループ会社のAFSコーポレーション子会社のイオン銀行へ会社分割（簡易吸収分割）により承継。これに伴って、「エフカクレジットカードMastercard」は2024年8月31日を以って新規入会受付を終了、クレジット・キャッシング・ETCカードの各種サービスも2025年3月31日までに順次終了となり、以降は既存の「エフカマネーつきポイントカード」と同等のサービスに格下げされることとなった。保有者には同年12月中旬以降、イオン銀行から順次「フジ・イオンカード」が送付される（イオン銀行が行う審査によっては送付されない場合がある）。

### エフカード・fjカード（旧カード）
2013年8月まで使用できたカード。
現金払い時専用のポイント加算カードと、フジ店舗内、及びガソリンスタンドなど近隣のエフカード加盟店でのみクレジット払いやキャッシングが可能な18歳以上限定のいわゆるハウスカードがある。両者ともに2年に100円の会費が必要である。クレジット機能付の返済については通常の銀行口座自動引き落とし以外にも、店頭での持参払いも可能である。
2006年11月にはJCBブランドのついた「fjカード」も発行されるようになった。但しハウスカードとは異なり、こちらはフジ店内でクレジット払いをした場合はエフポイントが付かず、他のクレジット加盟店と同率で同様の提携カードの多くとは違って優遇はないOkiDokiポイントが付与される。fjカードを提示した上で現金払いをすれば、割引ポイントが付与される。
年会費は無料で中学生・高校生専用の「エフカード・ジュニア」というカードもあったがエフカ移行時に廃止された。

### ポイント還元（エフカ・エフカード共通事項）
購入額100円（税抜き）ごとに「割引ポイント」1ポイントが付与され、500ポイント毎に税込み500円の買い物ができる「割引ポイント券」が発行される。釣り銭が出ないので500円以上の買い物時に使用するよう推奨されている。割引ポイントの有効期限はかつてはなかったが、2017年現在は発行日の6ヶ月後の月末が有効期限となる。2000年から2007年までは毎年3月1日から翌年2月末日までの買い物額に応じた「ポイントアップサービス」を行っていたが終了している。
通常は100円で1ポイントだが、ほぼ毎週日曜日には「5倍デー」、毎月1・2日の「1・2祭」、毎月14日〜18日の「月の中市」などでポイント5倍キャンペーンを実施、食料品以外の多く、さらに食料品においても特定のジャンルでは10倍となることもある。2007年の旧サービス終了までは、プラス4ポイント、衣料・電機などは期間限定で9ポイントをプラスするセールを実施していた。
2002年頃までは「ポイント券」を使用した部分にも再度ポイントが付与される、いわゆる「複利方式」で運用されていたが、その後は付与されなくなった。
2007年末頃からレジ袋を辞退すると「エコポイント」として3ポイントが加算されるようになった。但し新居浜市内にある店舗の食品スーパー部門は、同市商工会議所等と締結した「レジ袋削減に関する協定」により、2009年6月からレジ袋の無料配布を中止しており、この制度が適用されない。

### 補足
2024年3月1日にマックスバリュ西日本を吸収合併したが、現時点で「エフカポイント」とマックスバリュ西日本が扱っていた「WAON POINT」はそれぞれの店舗での取り扱いとなるので注意が必要である。フジが運営する全業態で利用可能な電子マネーWAONに関しては、フジやフジグランでは電子マネーWAONポイントでの付与となる。
前述したとおり、イオン銀行から「フジ・イオンカード」が2024年12月11日より申込受付（新規発行）が開始された。これにより、クレジット機能・「エフカマネー」・WAONが1枚のカードで賄えるようになり、「エフカポイント」と「WAON POINT」がどちらでも付与されるようになった（フジ・フジグラン・ピュアークック・ニチエー・スーパーABCで提示+クレジット払いをした場合は「エフカポイント」と「WAON POINT」の二重取りも可能）。国際ブランドは「エフカクレジットカード」と同じMastercardに加え、通常のイオンカードに倣ってVISAとJCBが加わり、3種類から選択可能となった。

## フジカンパニーズ
株式会社フジではグループ名称を「フジカンパニーズ」と称している。

### 株式会社フジデリカ・クオリティ
株式会社フジデリカ・クオリティは、愛媛県松山市に本社を置いていた株式会社フジの子会社である。惣菜･デリカ商品などの製造･販売等を行っていた。
- 事業所
  - 本社 - 愛媛県松山市安城寺町571番地2
  - 宇和工場 - 愛媛県西予市宇和町皆田1360番地
  - 安城寺工場 - 愛媛県松山市安城寺町620番地1

- 沿革
  - 1980年 - 株式会社鈴森水産設立。
  - 1984年 - 株式会社セトスイに商号変更。
  - 1998年 - 株式会社セトスイ・フードサービスに社名変更。
  - 1999年 - サンワ食品株式会社と経営統合。
  - 2010年 - フジの惣菜販売部門を併合して、事業内容をデリカ事業に特化し株式会社フジデリカ・クオリティに商号変更。
  - 2011年 - フジ・ハートデリカ[注釈 5]を設立。同年12月フジ・ハートデリカが「障がい者の雇用の促進等に関する法律」に定める特例子会社として認められる。[75]
  - 2024年3月1日 - 株式会社フジに合併し解散。

### その他グループ会社
- ニチエー（スーパーマーケット事業）
- フジモータース（マツダを中心とする自動車販売業、旧称フォードフジ）
- レデイ薬局（ドラッグストア・調剤薬局事業、ツルハホールディングスとの合弁）
- フジファミリーフーズ（飲食業）
- フジ・トラベル・サービス（旅行業、2025年3月1日に旧マックスバリュ西日本子会社だったマルナカツーリストを吸収合併）
- フジ・レンタリース（自動車賃貸業、オリックスレンタカーのフランチャイジー）
- フジ・スポーツ&フィットネス（総合フィットネス事業、セントラルスポーツとの合弁）
- フジ・カードサービス（クレジットカード事業）
- フジ・アグリフーズ（青果卸売業）
- フジファーム（農業）
- フジすまいるファーム飯山（農業）
- フジセキュリティ（総合ビル管理業）
- ユーミーケア（在宅介護事業・保育事業）
- FNクリーン（清掃業）
- アクトピア企画（不動産賃貸業）
- 西南企画（不動産賃貸業）
- サニーTSUBAKI（不動産賃貸業、2025年9月1日付でフジへ合併予定）
- フジ・ハートデリカ（特例子会社）
- フジ・ハートクリーン（就労継続支援A型事業所）

以下はマックスバリュ西日本から引き継がれた子会社である。いずれも元々はマルナカの子会社であった。
- 大洋水産（水産物販売）
- オリックス（清掃業）
- ハッピーライフ愛（介護事業）